# インベスコ・オフィス・ジェイリート投資法人
インベスコ・オフィス・ジェイリート投資法人（-とうしほうじん）は、東京都港区に本部を置く投資法人。

## 概要
2014年（平成26年）に設立され、東証上場（J-REIT）。2021年（令和3年）に上場廃止となった。
インベスコがメインスポンサーのオフィス主体型であり、資産運用会社は「インベスコ・グローバル・リアルエステート・アジアパシフィック・インク」（所在地：米国アトランタ）であった。
投資方針は、大都市圏の大型オフィスビルへの重点投資であった。

### TOBと上場廃止
2021年4月2日、スターウッド・キャピタル・グループはTOBにより非上場化する意向を発表。公開買付価格は投資口1口当たり20,000円で、2020年10月期決算の1口当たりNAV17,684円に対して13.10％のプレミアムを加えた価格であり、取得額は1,700億円になる見込みである。買付価格は、5月10日には21,750円に、6月1日には22,500円に変更された。しかしながら、公開買付は6月15日に終了し、応募投資口数が、買付予定数の下限（3,877,247口）に満たず、失敗となった。
一方で、インベスコも対抗してTOBを買付価格22,750円で2021年6月18日から7月27日に実施し、応募投資口が買付予定数の下限を上回ったため成立し、その結果、インベスコは議決権の65.07%を獲得し、11月9日に上場廃止、投資口2,200,662口を1口に併合し発行済投資口の総口数8,802,650口を4口にすることで、1口未満の端数となる少数投資主のスクイーズアウトを実施する。
2022年1月21日、ガウ・キャピタル・パートナーズが当法人を非公開化したと発表した。
保有する全ての不動産信託受益権につき、2022年1月20日付でMarvel特定目的会社と売買契約を締結し、2022年3月16日までに譲渡を実施した。2023年1月26日期限の第3回無担保投資法人債の償還後、速やかに解散・清算する予定である。

## 沿革
- 2014年（平成26年）2月27日 - 本投資法人の設立
- 2014年（平成26年）3月20日 - 投信法第187条に基づく登録（登録番号 関東財務局長 第90号）
- 2014年（平成26年）6月5日 - 東京証券取引所に上場[11]
- 2021年（令和3年）11月9日 - 上場廃止[12]

## ポートフォリオ
上場廃止時点で、物件数18物件、取得価格合計225,871百万円であった。
物件一覧は以下の通り。金額は取得価格。
- 1 - 恵比寿プライムスクエア（東京都渋谷区）：25,014百万円
- 3 - CSタワー（東京都台東区）：13,969百万円
- 4 - クイーンズスクエア横浜（神奈川県横浜市西区）：16,034 百万円
- 5 - 名古屋プライムセントラルタワー（愛知県名古屋市西区）：14,600百万円
- 6 - 東京日産西五反田ビル（東京都品川区）：6,700百万円
- 7 - オルトヨコハマ（神奈川県横浜市神奈川区）：13,000百万円
- 8 - 西新宿KFビル（東京都新宿区）：6,600百万円
- 9 - 品川シーサイドイーストタワー（東京都品川区）：25,066百万円
- 10 - アキバCOビル（東京都千代田区）：8,078百万円
- 11 - サンタワ－ズセンタ－ビル（東京都世田谷区）：6,615百万円
- 13 - 博多プライムイースト（福岡県福岡市博多区）：4,500百万円
- 14 - 錦糸町プライムタワー（東京都江東区）：15,145百万円
- 15 - アクア堂島東館（大阪府大阪市北区）：1,910百万円
- 16 - 西新宿プライムスクエア（東京都新宿区）：34,835百万円
- 17 - 麹町クリスタルシティ（東京都千代田区）：6,405百万円
- 18 - プライムタワー新浦安（千葉県浦安市）：11,860百万円
- 19 - テクノウェイブ100（神奈川県横浜市神奈川区）：8,710百万円
- 21 - 音羽プライムビル（東京都文京区）：6,830百万円